# Ellas en la ciudad
Ellas en la ciudad es una película documental española de 2025, dirigida por Reyes Gallegos en su ópera prima, quien coescribió su guion junto a Rafael Cobos, quien también ejerció de productor ejecutivo. Se estrenó en Movistar Plus+ el 22 de mayo de 2025.

## Trama
El documental se centra en las vidas cotidianas de una generación de mujeres en cinco barrios de la periferia de Sevilla.

## Intervenciones
Las protagonistas de Ellas en la ciudad son las siguientes:
- Juana Ruiz González
- Victoria Ropero Reyes
- Natividad Asuero Sánchez
- Toñi Vidal Cordero
- Mª Dolores Alonso 'Zamorana'

## Producción
En marzo de 2023, la urbanista Reyes Gallegos creó el proyecto multidisciplinar Ellas en la ciudad, dedicado a las mujeres de los barrios de las periféricas. En noviembre de 2024, una película inspirada en el proyecto, del mismo nombre, anunció el final de su rodaje, como una producción original para Movistar Plus+ bajo la dirección de Gallegos en su ópera prima. Rafael Cobos, coguionista habitual de Alberto Rodríguez, estuvo involucrado en el proyecto como productor ejecutivo y coguionista del largometraje junto a Gallegos.

## Lanzamiento y marketing
El 15 de abril de 2025, Movistar Plus+ anunció que Ellas en la ciudad se estrenaría en la plataforma el 22 de mayo de 2025. El 15 de mayo de 2025, el tráiler de la película fue lanzado.